# Heinz Ludwig Arnold
Heinz Ludwig Arnold (29. března 1940 Essen – 1. listopadu 2011 Göttingen) byl německý publicista a významný zprostředkovatel současné literatury.
Studoval na univerzitě v Göttingenu. Byl vydavatelem časopisu TEXT+KRITIK, založeného roku 1963. Roku 1978 vydal slovník Kritisches Lexikon zur deutschsprachigen Gegenwartsliteratur (KLG), který je neustále doplňován. Roku 1983 také vydal Kritisches Lexikon zur fremdsprachigen Gegenwartsliteratur (KLfG). Je čestným profesorem na univerzitě v Göttingenu. V letech 1995–2000 vydával 11svazkovou antologii německé literatury: Die deutsche Literatur seit 1945.

## Další publikace
- Seznam děl v Souborném katalogu ČR, jejichž autorem nebo tématem je Heinz Ludwig Arnold
- Grundzüge der Literaturwissenschaft, 1999, spolu s Heinrichem Deteringem, ISBN 3-423-30171-6